# Distretto di Aïn Beïda
Il distretto di Aïn Beïda è un distretto della provincia di Oum el-Bouaghi, in Algeria, con capoluogo Aïn Beïda.

## Comuni
Sono comuni del distretto:
- Aïn Beïda
- Zorg
- Berriche